# EHF Champions League 2010-2011 (pallamano maschile)
La EHF Champions League 2010 - 2011 è stata la 51ª edizione del massimo torneo europeo per club di pallamano, la 18ª con l'attuale denominazione.
La final four si è disputata il 29 e il 30 maggio 2011 presso la Lanxess Arena di Colonia ed ha visto trionfare per l'ottava volta la formazione spagnola dell'FC Barcellona.

## Formula
- Turno di qualificazione: è stato disputato da dodici squadre raggruppate in tre gironi di quattro club; la prima classificata di ogni gruppo si è qualificata alla fase successiva mentre le altre squadre sono state retrocesse in EHF Cup.
- Fase a gironi: sono stati disputati quattro gruppi da sei squadre con gare di andata e ritorno. Le prime quattro di ogni girone si sono qualificate alla fase ad eliminazione diretta.
- Fase ad eliminazione diretta: le sedici squadre qualificate dalla fase precedente hanno disputato gli ottavi e i quarti di finale con la formula della eliminazione diretta con partite di andata e ritorno.
- Final Four: per la seconda volta è stata disputata la Final Four del torneo con la formula dell'emiliminazione diretta con gara singola.

## Partecipanti
Di seguito viene riportata la tabella con le squadre partecipanti ed il titolo per cui partecipavano alla manifestazione.
| Nazione             | Club                     | Titolo                                         |
| ------------------- | ------------------------ | ---------------------------------------------- |
| Germania (bandiera) | THW Kiel                 | 1° in Germania nel 2009-2010                   |
| Spagna (bandiera)   | FC Barcellona            | 2° in Spagna nel 2009-2010 - Campione d'Europa |
| Francia (bandiera)  | Chambéry Savoie Handball | 2° in Francia nel 2009-2010                    |
| Polonia (bandiera)  | KS Kielce                | 1° in Polonia nel 2009-2010                    |
| Slovenia (bandiera) | RK Celje                 | 1° in Slovenia nel 2009-2010                   |

| Nazione                       | Club               | Titolo (N°)                              |
| ----------------------------- | ------------------ | ---------------------------------------- |
| Austria (bandiera)            | Bregenz Handball   | 1° in Austria nel 2009-2010              |
| Bielorussia (bandiera)        | GK Dinamo Minsk    | 1° in Bielorussia nel 2009-2010          |
| Macedonia del Nord (bandiera) | RK Metalurg Skopje | 1° in Macedonia nel 2009-2010            |
| Norvegia (bandiera)           | Drammen HK         | 1° in Norvegia nel 2009-2010             |
| Portogallo (bandiera)         | FC Porto           | 1° in Portogallo nel 2009-2010           |
| Slovacchia (bandiera)         | HT Tatran Prešov   | 1° in Slovacchia nel 2009-2010           |
| Turchia (bandiera)            | Beşiktaş Istanbul  | 1° in Turchia nel 2009-2010              |
| Ucraina (bandiera)            | ZTR Zaporižžja     | 1° in Ucraina nel 2009-2010              |
| Germania (bandiera)           | Rhein-Neckar Löwen | 4° in Germania nel 2009-2010 - Wild Card |

## Turno di qualificazione

### Girone 1
|  | Pos. | Squadra           | Pt | G | V | N | P | GF | GS | DR |
|  | ---- | ----------------- | -- | - | - | - | - | -- | -- | -- |
|  | 1.   | HT Tatran Prešov  | 5  | 3 | 2 | 1 | 0 | 92 | 87 | +5 |
|  | 2.   | Bregenz Handball  | 4  | 3 | 2 | 0 | 1 | 90 | 85 | +5 |
|  | 3.   | Beşiktaş Istanbul | 2  | 3 | 1 | 0 | 2 | 85 | 91 | -6 |
|  | 4.   | Drammen HK        | 0  | 3 | 0 | 0 | 3 | 94 | 98 | -4 |

| Bregenz 3 settembre 2010, ore 18:00 | Drammen HK | 29 – 30 (13-14) referto | Beşiktaş Istanbul | (300 spett.) |

| Bregenz 3 settembre 2010, ore 20:00 | HT Tatran Prešov | 27 – 25 (12-14) referto | Bregenz Handball | (1200 spett.) |

| Bregenz 4 settembre 2010, ore 18:00 | Beşiktaş Istanbul | 27 – 30 (12-14) referto | HT Tatran Prešov | (400 spett.) |

| Bregenz 4 settembre 2010, ore 20:00 | Bregenz Handball | 33 – 30 (17-16) referto | Drammen HK | (1300 spett.) |

| Bregenz 5 settembre 2010, ore 14:00 | HT Tatran Prešov | 35 – 35 (14-17) referto | Drammen HK | (250 spett.) |

| Bregenz 5 settembre 2010, ore 16:00 | Bregenz Handball | 32 – 28 (16-13) referto | Beşiktaş Istanbul | (1100 spett.) |

### Girone 2
|  | Pos. | Squadra            | Pt | G | V | N | P | GF | GS | DR |
|  | ---- | ------------------ | -- | - | - | - | - | -- | -- | -- |
|  | 1.   | GK Dinamo Minsk    | 5  | 3 | 2 | 1 | 0 | 79 | 72 | +7 |
|  | 2.   | FC Porto           | 4  | 3 | 1 | 2 | 0 | 74 | 67 | +7 |
|  | 3.   | ZTR Zaporižžja     | 2  | 3 | 1 | 0 | 2 | 73 | 79 | -6 |
|  | 4.   | RK Metalurg Skopje | 1  | 3 | 0 | 1 | 2 | 68 | 76 | -8 |

| Porto 3 settembre 2010, ore 18:30 | ZTR Zaporižžja | 20 – 27 (9-14) referto | FC Porto | (674 spett.) |

| Porto 3 settembre 2010, ore 20:30 | RK Metalurg Skopje | 21 – 27 (10-12) referto | GK Dinamo Minsk | (214 spett.) |

| Porto 4 settembre 2010, ore 15:00 | FC Porto | 24 – 24 (14-10) referto | RK Metalurg Skopje | (1200 spett.) |

| Porto 4 settembre 2010, ore 17:00 | GK Dinamo Minsk | 29 – 28 (15-17) referto | ZTR Zaporižžja | (280 spett.) |

| Porto 5 settembre 2010, ore 15:00 | RK Metalurg Skopje | 23 – 25 (12-15) referto | ZTR Zaporižžja | (500 spett.) |

| Porto 5 settembre 2010, ore 17:00 | GK Dinamo Minsk | 23 – 23 (13-10) referto | FC Porto | (2000 spett.) |

### Girone W
|  | Pos. | Squadra               | Pt | G | V | N | P | GF | GS | DR  |
|  | ---- | --------------------- | -- | - | - | - | - | -- | -- | --- |
|  | 1.   | Rhein-Neckar Löwen    | 6  | 3 | 3 | 0 | 0 | 97 | 80 | +17 |
|  | 2.   | Bjerringbro-Silkeborg | 4  | 3 | 2 | 0 | 1 | 84 | 85 | -1  |
|  | 3.   | CB Ademar León        | 2  | 3 | 1 | 0 | 2 | 79 | 81 | -2  |
|  | 4.   | RK Gorenje Velenje    | 0  | 3 | 0 | 0 | 3 | 77 | 91 | -14 |

| Karlsruhe 3 settembre 2010, ore 18:00 | CB Ademar León | 26 – 27 (16-15) referto | Bjerringbro-Silkeborg | (500 spett.) |

| Karlsruhe 3 settembre 2010, ore 20:15 | Rhein-Neckar Löwen | 33 – 28 (20-13) referto | RK Gorenje Velenje | (2000 spett.) |

| Karlsruhe 4 settembre 2010, ore 17:00 | RK Gorenje Velenje | 21 – 27 (12-15) referto | CB Ademar León | (800 spett.) |

| Karlsruhe 4 settembre 2010, ore 19:30 | Bjerringbro-Silkeborg | 26 – 31 (13-17) referto | Rhein-Neckar Löwen | (2300 spett.) |

| Karlsruhe 5 settembre 2010, ore 15:00 | Bjerringbro-Silkeborg | 31 – 28 (18-16) referto | RK Gorenje Velenje | (900 spett.) |

| Karlsruhe 5 settembre 2010, ore 17:45 | CB Ademar León | 26 – 33 (9-15) referto | Rhein-Neckar Löwen | (2500 spett.) |

## Fase a gironi

### Girone A
|  | Pos. | Squadra                  | Pt | G  | V | N | P | GF  | GS  | DR  |
|  | ---- | ------------------------ | -- | -- | - | - | - | --- | --- | --- |
|  | 1.   | THW Kiel                 | 16 | 10 | 7 | 2 | 1 | 326 | 277 | +49 |
|  | 2.   | Rhein-Neckar Löwen       | 13 | 10 | 5 | 3 | 2 | 307 | 292 | +15 |
|  | 3.   | FC Barcellona            | 13 | 10 | 5 | 2 | 3 | 327 | 290 | +37 |
|  | 4.   | Chambéry Savoie Handball | 8  | 10 | 4 | 0 | 6 | 262 | 307 | -45 |
|  | 5.   | RK Celje                 | 6  | 10 | 3 | 0 | 7 | 300 | 332 | -32 |
|  | 6.   | KS Kielce                | 4  | 10 | 1 | 2 | 7 | 276 | 300 | -24 |

| Kiel 25 settembre 2010, ore 15:00 | THW Kiel | 35 – 23 (21-10) referto | Chambéry Savoie Handball | (10250 spett.) |

| Barcellona 25 settembre 2010, ore 16:20 | FC Barcellona | 30 – 31 (13-14) referto | Rhein-Neckar Löwen | (3000 spett.) |

| Kielce 26 settembre 2010, ore 14:45 | KS Kielce | 30 – 36 (11-18) referto | RK Celje | (4000 spett.) |

| Celje 2 ottobre 2010, ore 20:15 | RK Celje | 28 – 32 (12-14) referto | Rhein-Neckar Löwen | (5200 spett.) |

| Chambéry 3 ottobre 2010, ore 15:00 | Chambéry Savoie Handball | 27 – 26 (16-12) referto | KS Kielce | (3000 spett.) |

| Kiel 3 ottobre 2010, ore 16:45 | THW Kiel | 28 – 28 (14-10) referto | FC Barcellona | (10200 spett.) |

| Barcellona 9 ottobre 2010, ore 16:15 | FC Barcellona | 44 – 33 (22-15) referto | RK Celje | (3500 spett.) |

| Kiel 10 ottobre 2010, ore 17:15 | THW Kiel | 33 – 29 (16-13) referto | KS Kielce | (10250 spett.) |

| Eppelheim 10 ottobre 2010, ore 18:45 | Rhein-Neckar Löwen | 37 – 22 (19-11) referto | Chambéry Savoie Handball | (2000 spett.) |

| Kielce 17 ottobre 2010, ore 15:00 | KS Kielce | 23 – 23 (12-12) referto | Rhein-Neckar Löwen | (4000 spett.) |

| Chambéry 17 ottobre 2010, ore 15:45 | Chambéry Savoie Handball | 27 – 26 (14-12) referto | FC Barcellona | (3500 spett.) |

| Celje 17 ottobre 2010, ore 18:30 | RK Celje | 28 – 34 (10-18) referto | THW Kiel | (3900 spett.) |

### Girone B
|            | Incontri                       |       |
| ---------- | ------------------------------ | ----- |
| 26-09-2010 | IK Sävehof - KIF Kolding       | 30-38 |
| 26-09-2010 | Montpellier HB - HSV Amburgo   | 26-30 |
| 26-09-2010 | Tatran Prešov - KC Veszprém    | 27-35 |
| 02-10-2010 | KC Veszprém - HSV Amburgo      | 33-30 |
| 02-10-2010 | Montpellier HB - IK Sävehof    | 33-21 |
| 03-10-2010 | Tatran Prešov - KIF Kolding    | 29-31 |
| 09-10-2010 | KIF Kolding - HSV Amburgo      | 32-30 |
| 09-10-2010 | KC Veszprém - Montpellier HB   | 27-26 |
| 10-10-2010 | IK Sävehof - Tatran Prešov     | 33-32 |
| 14-10-2010 | HSV Amburgo - IK Sävehof       | 33-24 |
| 16-10-2010 | KC Veszprém - KIF Kolding      | 31-28 |
| 16-10-2010 | Tatran Prešov - Montpellier HB | 31-33 |
| 20-11-2010 | HSV Amburgo - Tatran Prešov    | 35-23 |
| 20-11-2010 | KIF Kolding - Montpellier HB   | 28-36 |
| 21-11-2010 | IK Sävehof - KC Veszprém       | 31-41 |
| 27-11-2010 | KC Veszprém - IK Sävehof       | 38-34 |
| 28-11-2010 | Tatran Prešov - HSV Amburgo    | 26-26 |
| 28-11-2010 | Montpellier HB - KIF Kolding   | 40-25 |
| 04-12-2010 | KIF Kolding - Tatran Prešov    | 28-27 |
| 04-12-2010 | HSV Amburgo - KC Veszprém      | 27-26 |
| 06-12-2010 | IK Sävehof - Montpellier HB    | 21-34 |
| 19-02-2011 | KIF Kolding - IK Sävehof       | 33-27 |
| 19-02-2011 | KC Veszprém - Tatran Prešov    | 33-27 |
| 20-02-2011 | HSV Amburgo - Montpellier HB   | 27-28 |
| 26-02-2011 | KIF Kolding - KC Veszprém      | 29-34 |
| 26-02-2011 | IK Sävehof - HSV Amburgo       | 31-34 |
| 27-02-2011 | Montpellier HB - Tatran Prešov | 40-25 |
| 06-03-2011 | Tatran Prešov - IK Sävehof     | 31-31 |
| 06-03-2011 | HSV Amburgo - KIF Kolding      | 32-24 |
| 06-03-2011 | Montpellier HB - KC Veszprém   | 30-24 |

|   | Squadra        | Pt | G  | V | N | P | P+  | P-  | diff. |
| - | -------------- | -- | -- | - | - | - | --- | --- | ----- |
| Q | Montpellier HB | 16 | 9  | 8 | 0 | 2 | 326 | 259 | +67   |
| Q | KC Veszprém    | 16 | 10 | 8 | 0 | 2 | 322 | 284 | +38   |
| Q | HSV Amburgo    | 13 | 10 | 6 | 1 | 3 | 304 | 273 | +31   |
| Q | KIF Kolding    | 10 | 10 | 5 | 0 | 5 | 296 | 316 | -20   |
|   | IK Sävehof     | 3  | 10 | 1 | 1 | 8 | 283 | 347 | -64   |
|   | Tatran Prešov  | 2  | 10 | 0 | 2 | 8 | 273 | 325 | -52   |

### Girone C
|            | Incontri                                  |       |
| ---------- | ----------------------------------------- | ----- |
| 23-09-2010 | Medwedi Tschechow - AaB Håndbold          | 39-29 |
| 25-09-2010 | SC Szeged - Kadetten Schaffhausen         | 29-26 |
| 26-09-2010 | HC Dinamo Minsk - BM Valladolid           | 30-35 |
| 02-10-2010 | HC Dinamo Minsk - SC Szeged               | 33-29 |
| 03-10-2010 | BM Valladolid - Medwedi Tschechow         | 26-26 |
| 03-10-2010 | AaB Håndbold - Kadetten Schaffhausen      | 30-30 |
| 06-10-2010 | Kadetten Schaffhausen - BM Valladolid     | 28-30 |
| 07-10-2010 | HC Dinamo Minsk - Medwedi Tschechow       | 27-34 |
| 10-10-2010 | SC Szeged - AaB Håndbold                  | 37-28 |
| 14-10-2010 | Medwedi Tschechow - Kadetten Schaffhausen | 38-35 |
| 16-10-2010 | BM Valladolid - SC Szeged                 | 26-23 |
| 17-10-2010 | AaB Håndbold - HC Dinamo Minsk            | 33-29 |
| 09-02-2011 | Kadetten Schaffhausen - HC Dinamo Minsk   | 30-35 |
| 18-11-2010 | Medwedi Tschechow - SC Szeged             | 25-26 |
| 21-11-2010 | AaB Håndbold - BM Valladolid              | 32-36 |
| 27-11-2010 | BM Valladolid - AaB Håndbold              | 33-33 |
| 28-11-2010 | HC Dinamo Minsk - Kadetten Schaffhausen   | 31-32 |
| 28-11-2010 | SC Szeged - Medwedi Tschechow             | 22-29 |
| 02-12-2010 | Medwedi Tschechow - BM Valladolid         | 29-27 |
| 04-12-2010 | SC Szeged - HC Dinamo Minsk               | 37-34 |
| 05-12-2010 | Kadetten Schaffhausen - AaB Håndbold      | 34-31 |
| 19-02-2011 | BM Valladolid - HC Dinamo Minsk           | 27-27 |
| 19-02-2011 | Kadetten Schaffhausen - SC Szeged         | 32-29 |
| 20-02-2011 | AaB Håndbold - Medwedi Tschechow          | 30-38 |
| 23-02-2011 | Kadetten Schaffhausen - Medwedi Tschechow | 32-29 |
| 26-02-2011 | SC Szeged - BM Valladolid                 | 30-25 |
| 27-02-2011 | HC Dinamo Minsk - AaB Håndbold            | 33-31 |
| 03-03-2011 | Medwedi Tschechow - HC Dinamo Minsk       | 28-28 |
| 05-03-2011 | BM Valladolid - Kadetten Schaffhausen     | 35-26 |
| 06-03-2011 | AaB Håndbold - SC Szeged                  | 34-30 |

|   | Squadra               | Pt | G  | V | N | P | P+  | P-  | diff. |
| - | --------------------- | -- | -- | - | - | - | --- | --- | ----- |
| Q | Medwedi Tschechow     | 14 | 10 | 6 | 2 | 2 | 315 | 282 | +33   |
| Q | BM Valladolid         | 13 | 10 | 5 | 3 | 2 | 300 | 284 | +16   |
| Q | SC Szeged             | 10 | 10 | 5 | 0 | 5 | 290 | 291 | -1    |
| Q | Kadetten Schaffhausen | 9  | 10 | 4 | 1 | 5 | 304 | 315 | -11   |
|   | HC Dinamo Minsk       | 8  | 10 | 3 | 2 | 5 | 307 | 316 | -9    |
|   | AaB Håndbold          | 6  | 10 | 2 | 2 | 6 | 311 | 339 | -28   |

### Girone D
|            | Incontri                                    |       |
| ---------- | ------------------------------------------- | ----- |
| 22-09-2010 | San Pietroburgo HC - HC Bosna Sarajevo      | 32-27 |
| 22-09-2010 | BM Ciudad Real - SG Flensburg-Handewitt     | 27-19 |
| 25-09-2010 | HCM Costanza - RK Zagabria                  | 23-33 |
| 02-10-2010 | San Pietroburgo HC - BM Ciudad Real         | 23-32 |
| 02-10-2010 | SG Flensburg-Handewitt - HCM Costanza       | 29-22 |
| 02-10-2010 | HC Bosna Sarajevo - RK Zagabria             | 26-26 |
| 07-10-2010 | San Pietroburgo HC - RK Zagabria            | 28-35 |
| 09-10-2010 | HC Bosna Sarajevo - SG Flensburg-Handewitt  | 23-35 |
| 10-10-2010 | BM Ciudad Real - HCM Costanza               | 34-28 |
| 14-10-2010 | HCM Costanza - HC Bosna Sarajevo            | 26-25 |
| 16-10-2010 | RK Zagabria - BM Ciudad Real                | 30-30 |
| 17-10-2010 | SG Flensburg-Handewitt - San Pietroburgo HC | 34-22 |
| 18-11-2010 | HCM Costanza - San Pietroburgo HC           | 29-28 |
| 20-11-2010 | HC Bosna Sarajevo - BM Ciudad Real          | 22-29 |
| 21-11-2010 | SG Flensburg-Handewitt - RK Zagabria        | 32-29 |
| 24-11-2010 | San Pietroburgo HC - HCM Costanza           | 29-26 |
| 28-11-2010 | BM Ciudad Real - HC Bosna Sarajevo          | 32-17 |
| 28-11-2010 | RK Zagabria - SG Flensburg-Handewitt        | 31-26 |
| 02-12-2010 | HCM Costanza - SG Flensburg-Handewitt       | 29-32 |
| 04-12-2010 | RK Zagabria - HC Bosna Sarajevo             | 34-15 |
| 09-02-2011 | BM Ciudad Real - San Pietroburgo HC         | 32-27 |
| 19-02-2011 | RK Zagabria - HCM Costanza                  | 34-30 |
| 19-02-2011 | HC Bosna Sarajevo - San Pietroburgo HC      | 25-24 |
| 20-02-2011 | SG Flensburg-Handewitt - BM Ciudad Real     | 25-23 |
| 24-02-2011 | San Pietroburgo HC - SG Flensburg-Handewitt | 25-31 |
| 26-02-2011 | HC Bosna Sarajevo - HCM Costanza            | 24-23 |
| 27-02-2011 | BM Ciudad Real - RK Zagabria                | 30-20 |
| 02-03-2011 | SG Flensburg-Handewitt - HC Bosna Sarajevo  | 25-18 |
| 03-03-2011 | HCM Costanza - BM Ciudad Real               | 25-34 |
| 06-03-2011 | RK Zagabria - San Pietroburgo HC            | 31-21 |

|   | Squadra                | Pt | G  | V | N | P | P+  | P-  | diff. |
| - | ---------------------- | -- | -- | - | - | - | --- | --- | ----- |
| Q | BM Ciudad Real         | 17 | 10 | 8 | 1 | 1 | 303 | 236 | +67   |
| Q | SG Flensburg-Handewitt | 16 | 10 | 8 | 0 | 2 | 288 | 249 | +39   |
| Q | RK Zagabria            | 14 | 10 | 6 | 2 | 2 | 303 | 261 | +42   |
| Q | HC Bosna Sarajevo      | 5  | 10 | 2 | 1 | 7 | 222 | 286 | -64   |
|   | San Pietroburgo HC     | 4  | 10 | 2 | 0 | 8 | 259 | 302 | -43   |
|   | HCM Costanza           | 4  | 10 | 2 | 0 | 8 | 261 | 302 | -41   |

## Fase ad eliminazione diretta

### Ottavi di finale
| Squadra 1                | Squadra 2                 | Andata                              | Ritorno                              | Totale  |
| ------------------------ | ------------------------- | ----------------------------------- | ------------------------------------ | ------- |
| Kadetten Schaffhausen    | Montpellier Handball      | Winterthur, 24 marzo 2011 ore 20:30 | Montpellier, 3 aprile 2011 ore 17:00 | 58 - 61 |
| Kadetten Schaffhausen    | Montpellier Handball      | 31 - 26 (17-11)                     | 27 - 35 (14-21)                      | 58 - 61 |
| Kadetten Schaffhausen    | Montpellier Handball      | 2400 spett. - Report                | 8500 spett. - Report                 | 58 - 61 |
| KIF Kolding              | THW Kiel                  | Kolding, 26 marzo 2011 ore 16:15    | Kiel, 2 aprile 2011 ore 17:00        | 53 - 72 |
| KIF Kolding              | THW Kiel                  | 29 - 36 (16-17)                     | 24 - 36 (11-20)                      | 53 - 72 |
| KIF Kolding              | THW Kiel                  | 3000 spett. - Report                | 9500 spett. - Report                 | 53 - 72 |
| Chambéry Savoie Handball | BM Ciudad Real            | Chambéry, 27 marzo 2011 ore 17:00   | Ciudad Real, 2 aprile 2011 ore 16:00 | 43 - 63 |
| Chambéry Savoie Handball | BM Ciudad Real            | 24 - 27 (11-15)                     | 19 - 36 (8-18)                       | 43 - 63 |
| Chambéry Savoie Handball | BM Ciudad Real            | 4400 spett. - Report                | 2900 spett. - Report                 | 43 - 63 |
| RK Bosna Sarajevo        | Čechovskie Medvevi        | Sarajevo, 27 marzo 2011 ore 18:00   | Čechov, 31 marzo 2011 ore 19:00      | 39 - 61 |
| RK Bosna Sarajevo        | Čechovskie Medvevi        | 22 - 31 (7-16)                      | 17 - 30 (9-11)                       | 39 - 61 |
| RK Bosna Sarajevo        | Čechovskie Medvevi        | 3500 spett. - Report                | 2700 spett. - Report                 | 39 - 61 |
| SC Pick Szeged           | SG Flensburg-Handewitt    | Seghedino, 26 marzo 2011 ore 14:30  | Flensburgo, 3 aprile 2011 ore 19:30  | 46 - 60 |
| SC Pick Szeged           | SG Flensburg-Handewitt    | 26 - 27 (12-9)                      | 20 - 33 (8-18)                       | 46 - 60 |
| SC Pick Szeged           | SG Flensburg-Handewitt    | 3500 spett. - Report                | 6000 spett. - Report                 | 46 - 60 |
| FC Barcellona            | KC Veszprém               | Barcellona, 27 marzo 2011 ore 17:30 | Veszprém, 2 aprile 2011 ore 16:15    | 54 - 51 |
| FC Barcellona            | KC Veszprém               | 28 - 21 (14-13)                     | 26 - 30 (8-15)                       | 54 - 51 |
| FC Barcellona            | KC Veszprém               | 5200 spett. - Report                | 5100 spett. - Report                 | 54 - 51 |
| RK Zagabria              | Rhein-Neckar Löwen        | Zagabria, 27 marzo 2011 ore 18:00   | Mannheim, 31 marzo 2011 ore 19:00    | 55 - 58 |
| RK Zagabria              | Rhein-Neckar Löwen        | 28 - 31 (12-15)                     | 27 - 27 (9-11)                       | 55 - 58 |
| RK Zagabria              | Rhein-Neckar Löwen        | 10000 spett. - Report               | 7700 spett. - Report                 | 55 - 58 |
| HSV Amburgo              | Club Balonmano Valladolid | Amburgo, 24 marzo 2011 ore 19:30    | Valladolid, 3 aprile 2011 ore 18:00  | 63 - 55 |
| HSV Amburgo              | Club Balonmano Valladolid | 28 - 22 (11-15)                     | 35 - 33 (19-16)                      | 63 - 55 |
| HSV Amburgo              | Club Balonmano Valladolid | 2100 spett. - Report                | 5300 spett. - Report                 | 63 - 55 |

### Quarti di finale
| Squadra 1              | Squadra 2            | Andata                               | Ritorno                               | Totale  |
| ---------------------- | -------------------- | ------------------------------------ | ------------------------------------- | ------- |
| SG Flensburg-Handewitt | BM Ciudad Real       | Flensburgo, 21 aprile 2011 ore 20:00 | Ciudad Real, 1º maggio 2011 ore 17:00 | 46 - 59 |
| SG Flensburg-Handewitt | BM Ciudad Real       | 24 - 38 (8-19)                       | 22 - 21 (13-9)                        | 46 - 59 |
| SG Flensburg-Handewitt | BM Ciudad Real       | 3600 spett. - Report                 | 3400 spett. - Report                  | 46 - 59 |
| FC Barcellona          | THW Kiel             | Barcellona, 24 aprile 2011 ore 19:30 | Kiel, 1º maggio 2011 ore 18:30        | 63 - 58 |
| FC Barcellona          | THW Kiel             | 27 - 25 (14-15)                      | 36 - 33 (19-15)                       | 63 - 58 |
| FC Barcellona          | THW Kiel             | 6500 spett. - Report                 | 10250 spett. - Report                 | 63 - 58 |
| HSV Amburgo            | Čechovskie Medvevi   | Amburgo, 23 aprile 2011 ore 15:45    | Čechov, 30 aprile 2011 ore 17:30      | 75 - 61 |
| HSV Amburgo            | Čechovskie Medvevi   | 38 - 24 (20-15)                      | 37 - 37 (14-19)                       | 75 - 61 |
| HSV Amburgo            | Čechovskie Medvevi   | 6000 spett. - Report                 | 1500 spett. - Report                  | 75 - 61 |
| Rhein-Neckar Löwen     | Montpellier Handball | Mannheim, 24 aprile 2011 ore 17:45   | Montpellier, 30 aprile 2011 ore 17:00 | 62 - 55 |
| Rhein-Neckar Löwen     | Montpellier Handball | 27 - 29 (12-9)                       | 35 - 26 (15-17)                       | 62 - 55 |
| Rhein-Neckar Löwen     | Montpellier Handball | 10500 spett. - Report                | - spett. - Report                     | 62 - 55 |

## Final four
La final four si è disputata il 28 e 29 maggio 2011 presso la Lanxess Arena di Colonia.

### Semifinali
| Squadra 1          | Squadra 2     | Risultato                         |
| ------------------ | ------------- | --------------------------------- |
| Rhein-Neckar Löwen | FC Barcellona | Colonia, 28 maggio 2011 ore 15:15 |
| Rhein-Neckar Löwen | FC Barcellona | 28 - 30 (12-12)                   |
| Rhein-Neckar Löwen | FC Barcellona | 19250 spett. - Report             |
| BM Ciudad Real     | HSV Amburgo   | Colonia, 28 maggio 2011 ore 18.00 |
| BM Ciudad Real     | HSV Amburgo   | 28 - 23 (12-10)                   |
| BM Ciudad Real     | HSV Amburgo   | 19250 spett. - Report             |

### Finale 3º posto
| Squadra 1          | Squadra 2   | Risultato                         |
| ------------------ | ----------- | --------------------------------- |
| Rhein-Neckar Löwen | HSV Amburgo | Colonia, 29 maggio 2011 ore 15:15 |
| Rhein-Neckar Löwen | HSV Amburgo | 31 - 33 (13-15)                   |
| Rhein-Neckar Löwen | HSV Amburgo | 19250 spett. - Report             |

### Finale 1º posto
| Squadra 1      | Squadra 2     | Risultato                         |
| -------------- | ------------- | --------------------------------- |
| BM Ciudad Real | FC Barcellona | Colonia, 29 maggio 2011 ore 18:00 |
| BM Ciudad Real | FC Barcellona | 24 - 27 (10-14)                   |
| BM Ciudad Real | FC Barcellona | 19250 spett. - Report             |

## Campioni
| Vincitore della EHF Champions League 2010-2011 |
| ---------------------------------------------- |
| FC Barcellona 8º titolo                        |

## Top 3 scorers
Di seguito viene riportata la classifica dei primi 3 miglior realizzatori del torneo.
| Pos. | Nazione              | Nome                 | Club                   | Reti |
| ---- | -------------------- | -------------------- | ---------------------- | ---- |
| 1    | Germania (bandiera)  | Uwe Gensheimer       | Rhein-Neckar Löwen     | 118  |
| 2    | Serbia (bandiera)    | Marko Vujin          | KC Veszprém            | 98   |
| 3    | Danimarca (bandiera) | Anders Eggert Jensen | SG Flensburg-Handewitt | 88   |

### Fonti
- Archivio della Champions League 2010-2011 sul sito Todor66.com, su todor66.com.
- Archivio della Champions League 2010-2011 sul sito it.scoresway.com, su it.scoresway.com. URL consultato il 13 novembre 2012 (archiviato dall'url originale l'8 dicembre 2013).